# Фрейдентальська волость
Фрейдентальська волость — історична адміністративно-територіальна одиниця Одеського повіту Херсонської губернії.
Станом на 1886 рік складалася з єдиного поселення, єдиної сільської громади. Населення — 2197 осіб (1120 чоловічої статі та 1076 — жіночої), 128 дворових господарств.
|                     | Площа, десятин | У тому числі орної, дес. |
| ------------------- | -------------- | ------------------------ |
| Сільських громад    | 3675           | 2262                     |
| Приватної власності | —              | —                        |
| Казенної власності  | —              | —                        |
| Іншої власності     | 120            | 120                      |
| Загалом             | 3795           | 2382                     |

Єдине поселення волості:
- Фрейденталь (Миколаївка) — колонія німців при річці Барабої за 30 версти від повітового міста, 2196 осіб, 128 дворів, лютеранський молитовний будинок, школа, 4 лавки.

У серпні 1920 р. до волості приєднані Дальницька і Хаджибейська волості. 
1921 року волосне правління перенесено в Дальник, та виділена (виокремлена) Усатівська (Хаджибейська) волость.